# Присэкарь, Думитрица
Думитри́ца Присэка́рь (рум. Dumitrița Prisăcari; род. 17 января 1994) — молдавская футболистка, защитник украинского клуба «Кривбасс» и сборной Молдавии.

## Клубная карьера
В 2010 году начала футбольную карьеру в молдавском клубе «Норок», за который выступала до 2015 года. В августе 2012 года в воставе «Норока» сыграла в 3-х еврокубковых матчах квалификационного раунда Лига чемпионов УЕФА 2012/13 против ПК-35, «Глазго Сити» и «Осиека». В 2015 году провела 3 матча в квалификационном раунде Лига чемпионов 2015/16 против «Осиека», «Суботицы» и «Бенфики».
В 2016 года играла за румынский клуб «Хению Прунду-Биргеулуй», затем два сезона (2017—2019) провела в команде «Университатя» (Галац). С 2019 по 2020 годы выступала за «Политехнику» (Тимишоара). В сезоне 2020/21 выступала за команду «Пирош Секьюрити Лайонессис» (провела 18 матчей и забила 1 гол), с которой стала бронзовым призёром чемпионата Румынии.
22 июля 2021 года перешла в украинский клуб «Кривбасс», который дебютирует в Высшей лиге чемпионата Украины сезона 2021/22. 31 июля 2021 года дебютировала за «Кривбасс» в первой официальной игре клуба в матче Высшей лиги против «Восхода» (Старая Маячка) и отметилась первым забитым голом за новый клуб, сравняв счёт в игре на 53-й минуте — 1:1; таким образом стала автором первого в истории официального гола женской команды «Кривбасс».

## Карьера в сборной
Выступала за сборную Молдавии до 19 лет. С 2015 года выступает за сборную Молдавии. В составе сборной принимала участие в отборочных турнирах к чемпионату Европы 2017 года (10 матчей), чемпионату мира 2019 года (9 матчей), чемпионату Европы 2022 года (7 матчей) и чемпионату мира 2023 года (2 матча).

## Достижения
«Пирош Секьюрити Лайонессис»
- Бронзовый призёр чемпионата Румынии: 2020/21